# Кия (Хабаровский край)
Кия́ — посёлок в районе имени Лазо Хабаровского края России. Входит в состав Бичевского сельского поселения.

## География
Посёлок Кия стоит на правом берегу реки Хор, в её среднем течении. С восточной стороны к посёлку подходит приток реки Кия.
Дорога к пос. Кия идёт на юго-восток от посёлка Переяславка через сёла Екатеринославка, Георгиевка, Петровичи, Полётное и Прудки.
От посёлка Кия на юго-восток (вверх по реке Хор) дорога идёт к селу Бичевая, Третьему Сплавному Участку и к посёлку Кутузовка.
Расстояние до административного центра сельского поселения села Бичевая около 5 км, расстояние до районного центра посёлка Переяславка около 65 км.

## Население
| 2002 | 2010 | 2011 | 2012 | 2021 |
| ---- | ---- | ---- | ---- | ---- |
| 227  | ↘170 | →170 | ↘169 | ↘110 |

## Улицы
| - ул. Клубная, - ул. Лесная, - ул. Магазинная, | - ул. Набережная, - ул. Таёжная, - ул. Шоссейная. |

## Экономика
Предприятия, занимающиеся заготовкой и переработкой леса.